# Конопасевич, Даниил Стефанович
Даниил Стефанович Конопасевич (1832 с. Дороги, Бобруйский уезд, Минская губерния — 23 мая (4 июня) 1863 года, д. Богушевичи, Игуменский уезд, Минская губерния) — православный священник, убитый повстанцами во время польского восстания 1863—1864 годов за жестокое обращение с повстанцем, оказавшемся в плену у русских солдат (по исследованию В. Короткевича, А. Мальдиса)

## Биография
Дед и отец (Стефан Гаврилович Конопасевич) были священниками. В 1849 окончил Слуцкое духовное училище, в 1855 — Минскую духовную семинарию. 19 февраля 1856 году женился на дочери священника города Дисна Виленской губернии Елене Ивановне Турцевич. 22 апреля 1856 возведён в сан дьякона, через неделю, 29 апреля — в сан иерея. Был назначен на приход в д. Богушевичи Игуменского уезда Минской губернии. Перед началом восстания его церковь неожиданно сгорела в то же время, когда было окончено строительство каменного католического костёла.
После начала восстания поддерживал создание крестьянских отрядов самообороны и организацию ночных дозоров. На предложение ради безопасности временно оставить деревню ответил отрицательно. В середине апреля 1863 года в округе появился отряд повстанцев под руководством Болеслава Свенторжетского — местного помещика, который прибыл из-за границы, и Станислава Лясковского. Имея осведомителей в лице игуменского исправника Сущинского и волостного писца Рогальского, повстанцы некоторое время сумели уклоняться от встреч с русской армией, а также знали об отрицательном отношении к восстанию Конопасевича и православных жителей его деревни.
В конце апреля — начале мая 1863 года, в уезде произошли стычки между повстанцами и правительственными войсками, в которых принимали участие и крестьяне, которые, даже, сумели захватить нескольких повстанцев в плен. Конопасевич поддерживал крестьянскую борьбу и отпевал погибших солдат регулярных войск, о чем было доложено Лясковскому, и он вместе с членами своего штаба приговорил отца Даниила к смерти. По некоторым сведениям, за несколько дней до «казни» Даниил Конопасевич был предупреждён об вынесенном «приговоре» анонимной запиской содержавшей следующий текст: «Отец Конапасевич! Твои укоры слишком жестоки, и потому будь уверен, что ты останешься жить только тогда, когда ни одного из нас не останется в живых» . Управляющий поместьем Малиновский и жена Конопасевича снова советовали ему временно уехать в Бобруйск, но священник категорический отказался.

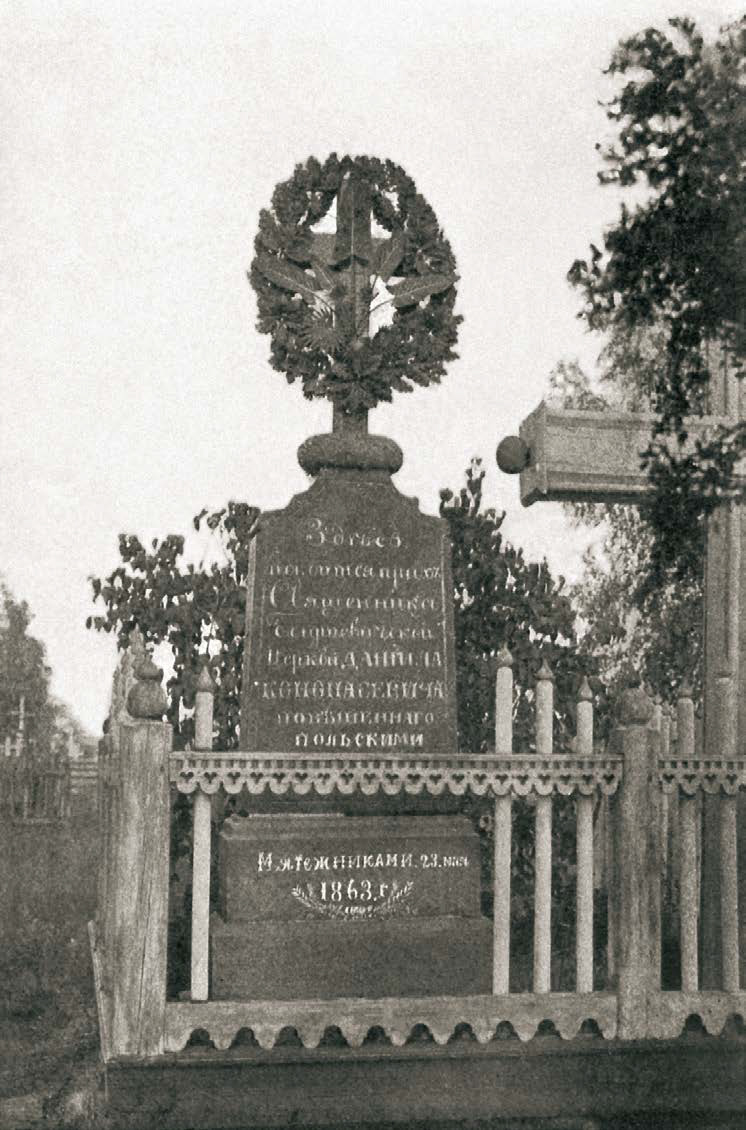
Могила Д. Конопасевича в начале XX века

Для убийства священника, Лясковским, ранним утром 23 мая (4 июня) был направлен в Богушевичи отряд из 40 человек во главе с Альбином Тельшевским. Прибыв в деревню, восставшие окружили дом отца Даниила и вывели его во двор. Закрыв в кухне дома жену и сына Конопасевича, повстанцы вывели его на середину двора. Тельшевский зачитал ему бумагу с краткой формулировкой в виде обвинений и приговора: «Отец Даниил Конопасевич приговаривается народным судом к смертной казни за агитацию крестьян помогать войскам в поимке повстанцев и жестокое обращение с пленными повстанцами», после чего приказал повесить. Михайловский и Падалецкий схватили Конопасевича за волосы, Михайловский набросил ему на шею веревку, а Булынко влез на ворота и привязал её там . Повстанцы запретили снимать тело священника, чтобы оно висело подольше в назидание своим противникам. Только после их отъезда тело было снято .
Похоронен отец Даниил был через три дня при фундаменте своей сгоревшей церкви. Его жене и детям было назначено пожизненное довольствие в 200 рублей в год. В крае началось преследование повстанческих отрядов.
Уже через несколько недель, в конце июня — начале июля, в ходе разгрома отряда Лясковского в числе почти 70 захваченных в плен мятежников, оказались и некоторые участники убийства отца Даниила: шляхтичи Альбин Тельшевский, Владислав Баратынский, Болеслав Окулич, а также крестьяне Яков Сакович, и Александр Подолецкий. Их судил военно-полевой суд 119-го Коломенского пехотного полка. Тельшевский на суде сначала утверждал, что вынужден был принять участие в убийстве под угрозой смерти со стороны Лясковского, затем говорил что приехал в деревню, когда Канапасевич был уже пойман, хотя, по утверждению других участников убийства сам привел их к дому священника , а также заявил, что одной из главных причин убийства было то, что за три недели до своей смерти, отец Даниил якобы жестоко обошелся с неким «раненым Рудзинским». При этом никаких подробностей, в чем именно это выражалась, он не указал. Другие арестованные не подтвердили слова Тельшевского.
Тельшевского, Окулича, Саковича, Подолецкого суд приговорил к расстрелу, Баратынского из-за юного возраста — к 20 годам каторги. Тельшевскому, Саковичу и Подолецкому расстрел был заменён повешением. Они были повешены публично 16 (28) ноября 1863 года  в Богушевичах на дворе бывшего имения Свенторжецкого. В тот же день был расстрелян и Окулич.
Позже регулярными войсками был пленен и еще один участник убийства Даниила Конопасевича — Цезарь Булынко, скрывающийся в Минске. За свою роль в убийстве Конопасевича он был повешен 29 января (10 февраля) 1864 года.
В 1999 году могила и памятник отца Даниила были восстановлены и освящены.